# Derambila sangirica
Derambila sangirica är en fjärilsart som beskrevs av Louis Beethoven Prout 1921. Derambila sangirica ingår i släktet Derambila och familjen mätare. Inga underarter finns listade i Catalogue of Life.